# Petosse
Petosse település Franciaországban, Vendée megyében. Lakosainak száma 684 fő (2022. január 1.). Petosse L’Hermenault, Le Langon, Longèves, Mouzeuil-Saint-Martin, Pouillé, Sérigné és Auchay-sur-Vendée községekkel határos.

## Népesség
A település népességének változása:
| Lakosok száma | 662  | 689  | 714  | 706  | 697  | 687  | 681  | 683  | 684  |
|               | 2013 | 2015 | 2016 | 2017 | 2018 | 2019 | 2020 | 2021 | 2022 |